# 釜山西部バスターミナル
釜山西部バスターミナル（プサンせいぶバスターミナル）は釜山広域市沙上区にあるバスターミナルである。天一旅客グループが経営している。バスターミナルとアウトレットに分かれている。

## 概要

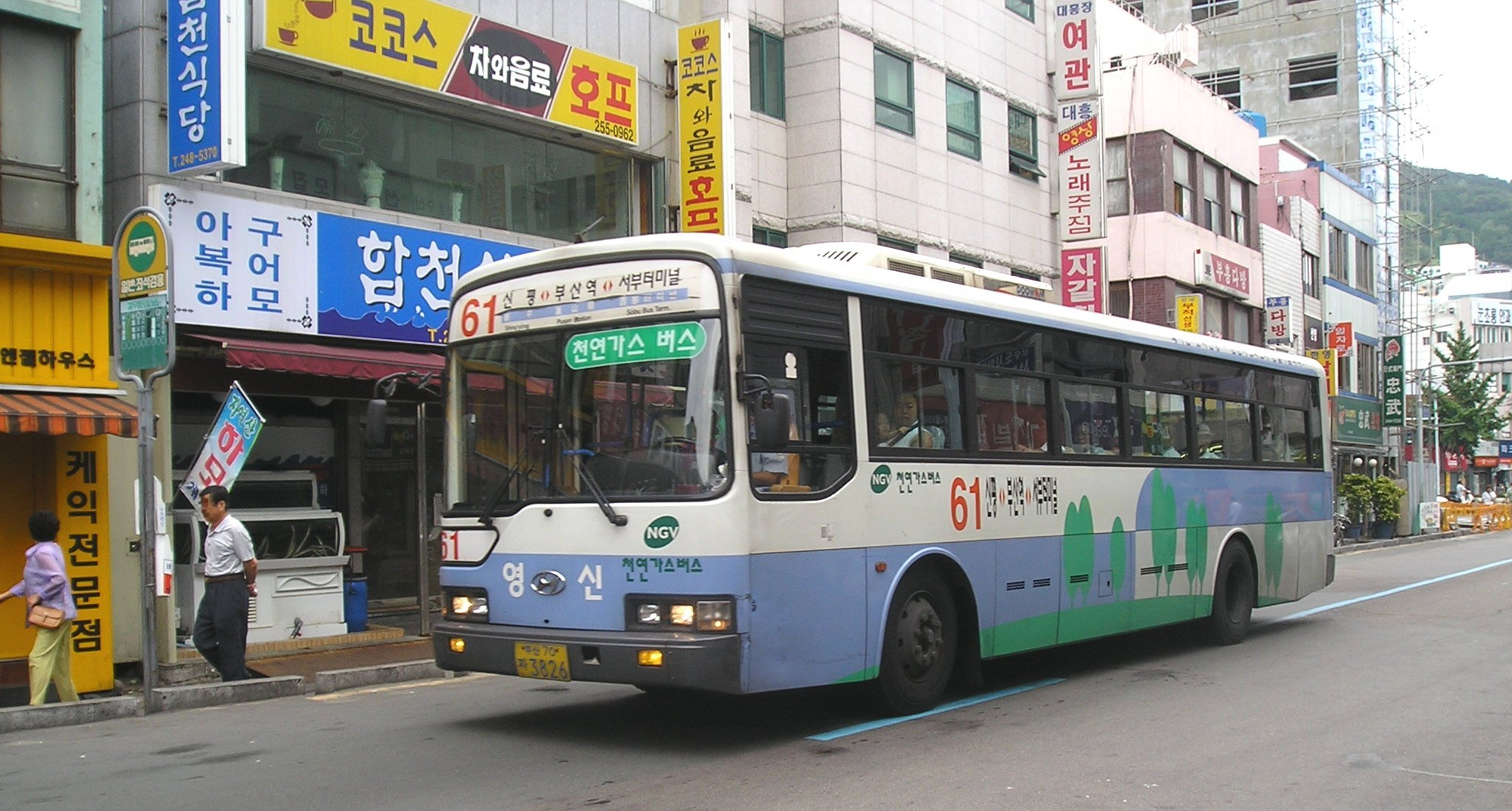
釜山市内バス61番系統

釜山交通公社2号線・釜山-金海軽電鉄の沙上駅に隣接している。2号線で釜山市街の西面駅へ14分、軽電鉄で金海国際空港へ6分でアクセスできる。市内バスは61番･161番･186番の各系統が利用できる。

## 建物
バスターミナル
- 1階:バス乗り場、乗車券売場、コンビニエンスストア
- 2階：食堂
- 3階：ターミナル事務室

アウトレット
- 地下1階～2階：アウトレット
- 3階～5階：映画館（ロッテシネマ）

## 乗車ホーム
1. 予備
2. 玄風、高霊、居昌、宜寧、陜川、神院
3. 南旨、昌寧、大邱
4. 馬山
5. 馬山
6. 加述[1]、守山[2]、九寄[3]、密陽

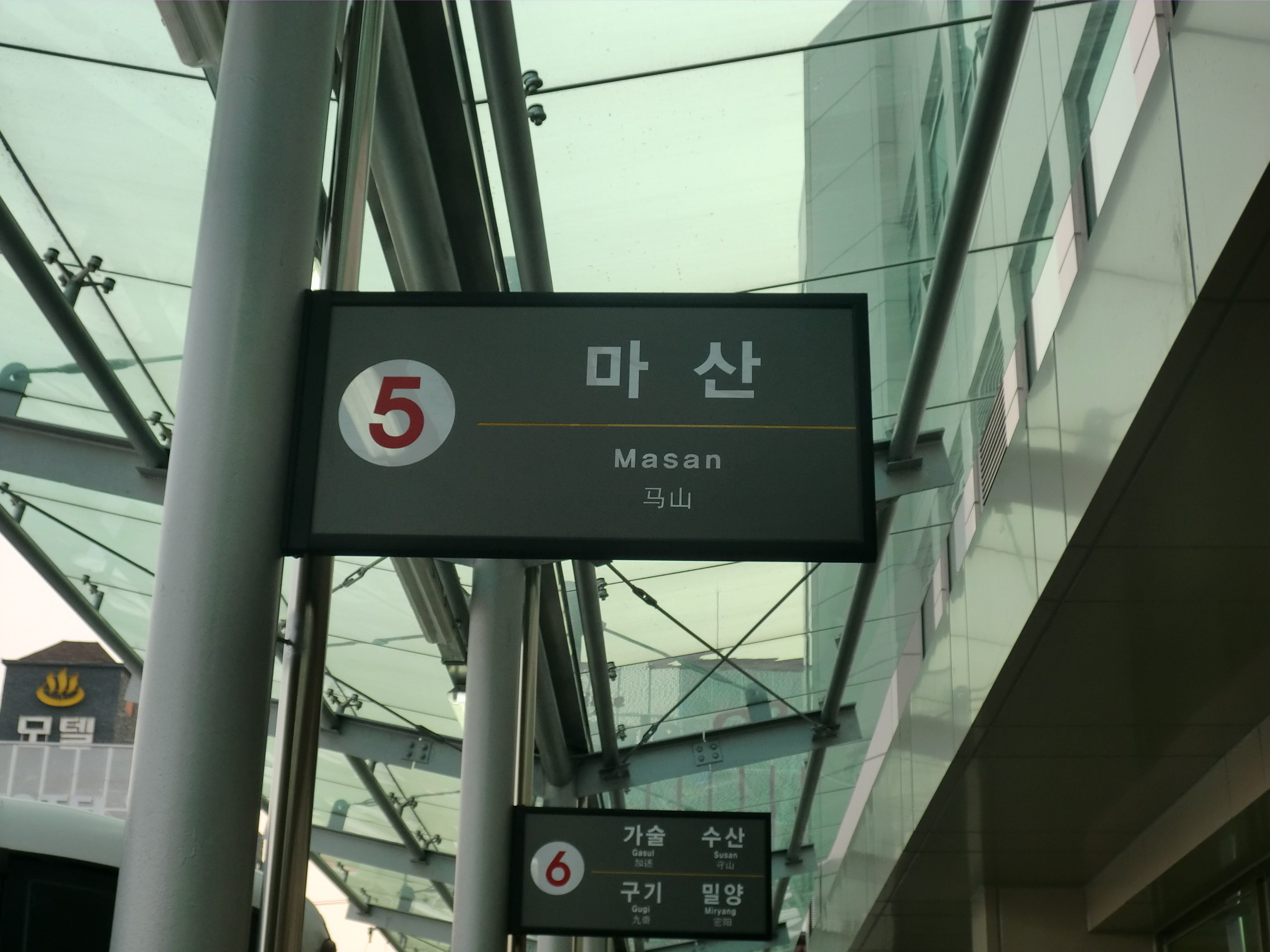
乗車ホーム案内表示（5番、6番ホーム）

7. 晋州、山清、咸陽、長渓、鎮安、中山里[4]、大源寺
8. 辰橋、昆陽、河東、求礼、華厳寺、双渓寺
9. 南原、全州
10. 泗川、三千浦、咸陽（直行）
11. 辰橋、南海
12. 南馬山、鎮東、背屯[5]
13. 統営
14. 長承浦、玉浦
15. 古県
16. 龍院[6]、富川
17. 鎮海
18. 漆原、新反[7]、草渓、咸安
19. 霊山、釜谷、金海
20. 長有、進永、進礼
21. 昌原
22. ソウル南部
23. ソウル高速、善山サービスエリア、仁川、麗水、麗川
24. 光州
25. 順天、長興、康津、海南、木浦、莞島、東光陽、光陽、井邑、過駅、高興、鹿洞[8]
26. 予備